# Костёл Рождества Пресвятой Девы Марии и Святого Казимира (Логойск)
Церковь Рождества Пресвятой Девы Марии и Святого Казимира — бывшая римско-католическая церковь в Логойске (Белоруссия). Он располагался на холме в центре города, на левом берегу реки Гайна.
Ныне на фундаменте храма, разрушенного советской властью, построен новый костёл в честь святого Казимира.

## История
В 1609 году А. Тышкевич основал в Логойске первую приходскую церковь, ставшую одновременно стал усыпальницей логойской ветви рода Тышкевичей. Деревянный костёл сгорел в 1655 году во время войны между Московским государством и Речью Посполитой, позже отстраивался и снова уничтожался.
При логойском костеле действовали приходская школа, больница, братства Сердца Иисуса, основанное в 1747 году.

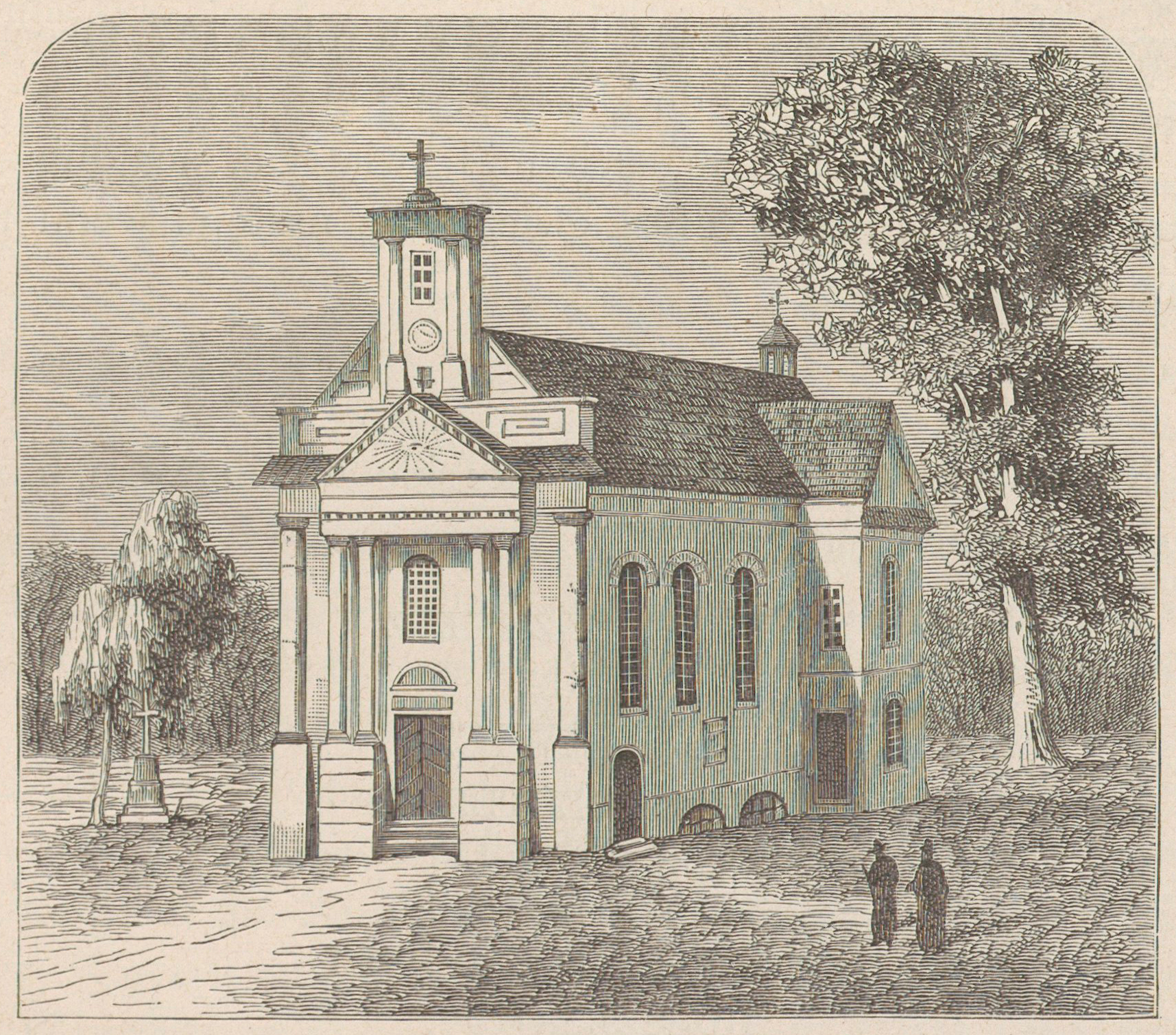
Логойская церковь. Е. Тышкевич, XIX век

Новый каменный костёл возвели в 1787—1793 годах на средства графа Тышкевича. По состоянию на 1884 год приход насчитывал около 6 тысяч человек, имелись приписные часовни в деревнях Тадулино и Емельяново (ныне Смолевичский район).
В 1907 году территорию костёла окружили новой каменной оградой с воротами в виде кирпичных оштукатуренных столбов. По правую сторону от храма стояла 2-пролётная каменная колокольня, встроенная в ограду.
Костёл действовал до 1950-х годов, позже храм снесли советские власти.
Священники:
- до 1905 года — Юлиан Францевич Банзо;
- 1906—1907 — Вильгельм Ручинский;
- 1908—1911 — Александр Гедройц;
- 1912—1918? — Антоний Ханич;
- 1923—1927 — Юзеф Константинович Ибянский;
- 1928?—1930 — Виктор Янович Валентинович.